# Semmel’s Hot Shots
Semmel’s Hot Shots ist eine deutsche Jazzband um den Musiker und Bandleader Rainer „Semmel“ Brothuhn. Die 1976 gegründete Band ist für ihren Hot Jazz in der Szene deutschlandweit bekannt. Die Band gilt als eine der ältesten noch existierenden Bonner Bands des Traditional Jazz.

## Auftritte
Die Band spielt heute noch regelmäßig im Kater26 in Bonn sowie in Papa Joe’s Jazzkneipe „Em Streckstrumpf“ in der Kölner Altstadt. In der Vergangenheit ist die Band auch bei folgenden Veranstaltungen aufgetreten:
- Bonner Sommer[5]
- diverse Straßenfeste[5]
- Bundespresseball in Bonn[5]
- Grundsteinlegung des Post-Towers in Bonn (2000)[4]
- FDP-Wahlkampf[4]
- Beerdigung von Horst Ehmke[4]

## Diskografie
- Hello Everybody (LP, Edition Liberales Zentrum; aufgenommen 1981)